# República Socialista Soviética Quirguiz
A República Socialista Soviética Quirguiz  (em quirguiz: Кыргыз Советтик Социалисттик Республикасы; romaniz.: Kyrgyz Sovettik Sotsialisttik Respublikasy; em russo: Киргизская Советская Социалистическая Республика; Kirgizskaya Sovetskaya Sotsialisticheskaya Respublika), também conhecida como Quirguízia Soviética, foi uma das repúblicas constituintes da União Soviética. Sem costa marítima e montanhoso, fazia fronteira com a RSS Tajique e com a China ao sul, RSS Uzbeque a oeste e RSS Cazaque ao norte.
Foi fundada em 1936, após a elevação da RSSA Quirguiz – que, por sua vez, originara-se do Oblast Autônomo Kara-Quirguiz, que pertencia à RSFS Russa — à categoria de república soviética. Em 1990, ocorreu um intenso conflito entre grupos étnicos quirguizes e uzbeques nas cidades de Osh e Uzgen, próximo à fronteira com a RSS Uzbeque. No mesmo ano, a república declarou sua soberania estatal, transformando-se, no ano seguinte, no Quirguistão independente. Uma nova constituição foi adotada em 1991.
Assim como as demais repúblicas soviéticas, era uma república socialista unitária de inspiração marxista-leninista, tendo um presidente ocupando o posto de chefe de estado e o presidente do conselho de ministros o de chefe de governo. Por toda sua existência, foi governada pelo Partido Comunista da Quirguízia, o o braço quirguiz do Partido Comunista da União Soviética e único partido político permitido pela lei.
O maior grupo étnico do país era o povo quirguiz, entretanto, devido ao grande número de deportações para o país, houve períodos de relevante variação étnica. Em 1991, o país apresentava, em sua composição demográfica, 22% de russos e 13% de uzbeques, tendo tido minorias chechenas, inguches, carachais e bálcaras. De maneira geral, o país era de maioria muçulmana e falante de línguas turcomanas.

## Etimologia
Acredita-se que o nome "quirguiz" deriva da palavra túrcica para "quarenta", em referência aos quarenta clãs de Manas, um herói lendário que reuniu quarenta clãs regionais contra os uigures. O nome "quirguiz" significa "terra das quarenta tribos", a partir da junção de três palavras: quirg (kırk), que significa "quarenta", iz (uz), que significa "tribos" em túrcico oriental, e -tão, que significa "terra" em persa. Oficialmente, o nome da república era República Socialista Soviética Quirguiz, como afirmam as constituições quirguizes de 1937 e 1978.
Em 30 de outubro de 1990, o país foi renomeado República Socialista da Quirguízia (ou Quirguistão), nome que durou até 15 de dezembro do mesmo ano. Após essa data, o termo "socialista" foi abandonado, tendo o país passado a se chamar República da Quirguízia, mantendo esse nome após a independência. No dia 5 de maio de 1993, com a adoção de uma nova constituição, o país passou a se chamar oficialmente República do Quirguistão.

## História
Fundada no dia 14 de outubro de 1924, como o Oblast Autônomo Kara-Quirguiz da RSFS Russa, foi transformada na República Socialista Soviética Autônoma Quirguiz (RSSA Quirguiz) em 1 de fevereiro de 1926, ainda sendo parte da RSFS Russa. Suas fronteiras, no entanto, não foram delimitadas levando-se em consideração os grupos étnicos e linguísticos da região.
Em 5 de dezembro de 1936, com a adoção da constituição soviética de 1936, tornou-se uma república constituinte da União Soviética sob o nome República Socialista Soviética Quirguiz, durante os estágios finais das delimitações fronteiriças da URSS.
Quando a Quirguízia se formou, seu território foi separado em distritos. No dia 21 de novembro de 1939, cinco oblasts foram criados: Jalal-Abad, Issyk-Kul, Osh, Tyan Shan, e Frunze. O oblast de Tyan Shan deixou de existir em 1962, quando o resto do país (com a exceção de Osh) foi dividido em distritos de subordinação republicana. Em 1970, os oblasts de Issyk-Kul e Naryn (a antiga Tien Shan) foram definidos, e, em 1980, foi definido o oblast de Talas. Em 1988, os oblasts de Naryn e Talas foram novamente abolidos, sendo restaurados em 1990. Ao mesmo tempo, Jalal-Abad e Chui (o antigo oblast de Frunze) foram refundados. Estes distritos são mais conhecidos por sua intensa aplicação de fertilizantes nas plantações após a independência.
O massacre de Osh, em 1990, enfraqueceu o governo central. No mesmo ano, no dia 15 de dezembro, o país foi renomeado República da Quirguízia após declarar sua soberania. Em 17 de março de 1991, a Quirguízia apoiou a manutenção da URSS em um referendo, com um expressivo percentual de 95,98%.
Contudo, isto não aconteceu, quando conservadores do Partido Comunista tomaram o controle de Moscou por 3 dias em agosto de 1991 em uma tentativa de golpe de Estado. Askar Akayev, primeiro presdente do país inequivocamente condenou o golpe, passando a ter uma imagem de um líder democrático. O país declarou sua independência no dia 31 de agosto de 1991 e a União Soviética desfez-se formalmente em 26 de dezembro de 1991. A constituição soviética de 1977, no entanto, ainda estava em vigor mesmo após sua independência.
Em 5 de maio de 1993 foi adotada uma nova constituição, abolindo o Estado criado em 1936, instituindo oficialmente a República do Quirguistão.

## Geografia

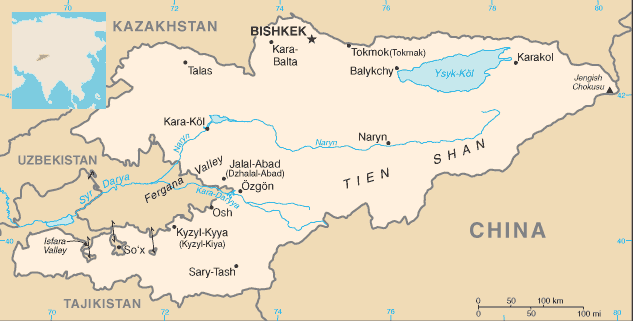
Mapa do Quirguistão, que coincide com o da RSS Quirguiz

A RSS Quirguiz era um país encravado localizado na Ásia Central soviética, fazendo fronteira com a RSS Cazaque, a RSS Tajique, a RSS Uzbeque e a China. É o país mais distante do mar do mundo, e todos os seus rios fluem em sistemas de drenagem fechados, não desaguando no mar. O sistema de cordilheiras de Tian Shan cobre mais de 80% do país, sendo o restante do território constituído de vales e bacias.
O lago Issyk-Kul, situado a nordeste de Tian Shan é o maior lago do país e o segundo maior lago de montanha do mundo, atrás apenas do lago Titicaca. As montanhas mais altas situam-se na cordilheira de Kakshaal-Too, formando a fronteira da república com a China. Jengish Chokusu, com 7 439 m de altura, é o pico mais alto do território quirguiz, e é considerado por geólogos o pico com mais de 7 000 m mais ao norte do mundo. As intensas nevascas do inverno levam a grandes cheias na primavera, que geram problemas para as regiões ribeirinhas. O escoamento superficial das montanhas também é usado para geração hidroelétrica.

## Política
Similarmente às demais repúblicas soviéticas, o governo quirguiz adotou a forma de governo de uma república socialista unipartidária, com o Partido Comunista da Quirguízia (uma ramificação do Partido Comunista da União Soviética) sendo o único partido político legal. O Primeiro Secretário do Partido Comunista da Quirguízia era o chefe do partido, enquanto que o Presidente do Presidium do Soviete Supremo servia como chefe de estado e o Presidente do Conselho de Ministros como chefe de governo.

## Demografia
Em 1926, a RSS Quirguiz tinha 1 002 000 habitantes. Em 1939, foram registradas 1 458 000 pessoas. A população do país cresceu significativamente nas décadas do pós-guerra; a república tinha 2 065 837 habitantes em 1959, 2 932 805 em 1970 e 3 529 030 em 1979. No último censo soviético, em 1989, a RSS Quirguiz tinha 4 257 755 habitantes. O maior grupo étnico do país era o povo quirguiz, entretanto, devido ao grande número de deportações para o país, houve períodos de relevante variação étnica. Entre março e maio de 1944, Foi relatado no Kremlin que 602 193 residentes da Ciscaucásia haviam sido deportados para a RSS Quirguiz e a RSS Cazaque, dentre eles 496 460 chechenos e inguches, 68 327 carachais e 37 406 bálcaros. O país era (e ainda é) de maioria muçulmana, falantes de línguas turcomanas. A capital Frunze (atual Bisqueque) apresentava a maior concentração de russos; o país tinha cerca de 22% da população russa em 1991, com minorias uzbeques concentrados majoritariamente no vale de Fergana, perfazendo 13% da população. Em 1990, houve conflitos violentos entre povos usbeques e quirguizes nas cidades de Osh e Uzgen, havendo tensão entre grupos étnicos na região até os dias de hoje.

### Religião
O islã, religião mais praticada na RSS Quirguiz, era fortemente reprimido pelo regime soviético, que encorajava ativamente o ateísmo, embora as autoridades soviéticas permitissem certa atividade religiosa limitada em todas as repúblicas muçulmanas. A maioria da população russa do país era ateia ou da Igreja Ortodoxa Russa. Após a independência, o país tornou-se oficialmente laico e goza de maior liberdade religiosa.